# جوئل آرمسترانگ
جوئل آرمسترانگ (انگلیسی: Joel Armstrong؛ زادهٔ ۷ سپتامبر ۱۹۸۲) بازیکن فوتبال اهل بریتانیا است.
از باشگاه‌هایی که در آن بازی کرده‌است می‌توان به باشگاه فوتبال برافورد پارک آونیو، باشگاه فوتبال اوست تاون، باشگاه فوتبال شفیلد، باشگاه فوتبال چسترفیلد، باشگاه فوتبال ماتلوک تاون، باشگاه فوتبال استاولی مینرز ولفار، و باشگاه فوتبال ایلکستون اشاره کرد.